# Jokyu-oorlog
De Jōkyū-oorlog (承久の乱, jōkyū no ran), ook bekend als de Jōkyū-verstoring, was een oorlog die in 1221 werd uitgevochten tussen de legers van de voormalige keizer Go-Toba en het Kamakura-shogunaat. Reden van de oorlog was dat Go-Toba probeerde het shogunaat omver te werpen en zo de macht van de keizerlijke familie te herstellen. De grootste slag van de oorlog was de Slag om Uji.
Enkele van de oudste bronnen waarin het logo van de keizerlijke familie terug te vinden is dateren uit deze periode. Mogelijk is dit logo voor de oorlog geïntroduceerd.

## Achtergrond
Aan het begin van de 13e eeuw ontdekte Go-Toba dat zijn pogingen om de politiek van Japan te sturen steeds meer gehinderd werden door het Kamakura-shogunaat. Go-Toba vreesde dat dit shogunaat spoedig alle regeringstaken van de keizerlijke familie zou overnemen, en maakte daarom plannen de keizerlijke macht te herstellen. In 1221 verzamelde hij bondgenoten, waaronder leen van de Tairaclan en andere vijanden van de Minamoto.
In de vijfde maand van 1221 besloot Go-Toba zelf te bepalen wie de volgende keizer mocht worden, zonder hier met het shogunaat over te onderhandelen. Daarna nodigde hij veel bondgenoten uit op een groot festival in Kioto om te zien wie werkelijk trouw aan hem waren. Na dit feest verklaarde het keizerlijk hof Hōjō Yoshitoki, de regent en vertegenwoordiger van het shogunaat vogelvrij. Dit was het begin van de oorlog.
Hōjō Yoshitoki besloot hierop een tegenaanval in te zetten tegen Go-Toba via een drievoudige aanval op Kioto; een vanuit de bergen, een vanuit het noorden en een vanaf de Tōkaidō. De troepen van de Shogun bleken op veel fronten te sterk voor het leger van Go-Toba. Toen Go-Toba hoorde van de nederlagen van zijn leger, vluchtte hij naar de Hiei om de sohei, de krijger-monniken, te vragen hem bij te staan. Zij weigerden echter. Met lege handen keerde Go-Toba terug naar Kioto om zijn leger aan te voeren in de laatste grote slag nabij Uji. Deze slag werd door het leger van het shogunaat gewonnen, dat vervolgens Kioto innam.

## Nasleep
Na te zijn verslagen werd Go-Toba verbannen naar de Oki-eilanden. Ook zijn zonen werden verbannen, waaronder keizers Tsuchimikado en Juntoku. Alle directe nakomelingen van keizer Go-Toba werd het recht op de troon ontnomen.